# Comuna de Leżajsk
Leżajsk (polaco: Gmina Leżajsk) é uma gminy (comuna) na Polónia, na voivodia de Subcarpácia e no condado de Leżajski. A sede do condado é a cidade de Leżajsk.
De acordo com os censos de 2004, a comuna tem 19 651 habitantes, com uma densidade 99 hab/km².

## Área
Estende-se por uma área de 198,5 km², incluindo:
- área agricola: 62%
- área florestal: 26%

## Demografia
Dados de 30 de Junho 2004:
|                      | Total   | Total | Mulheres | Mulheres | Homens  | Homens |
| -------------------- | ------- | ----- | -------- | -------- | ------- | ------ |
|                      | pessoas | %     | pessoas  | %        | pessoas | %      |
| População            | 19 651  | 100   | 9883     | 50,3     | 9768    | 49,7   |
| Densidade (pop./km²) | 99      | 100   | 49,8     | 49,8     | 49,2    | 49,2   |

De acordo com dados de 2002, o rendimento médio per capita ascendia a 1376,2 zł.

## Subdivisões
- Brzóza Królewska, Chałupki Dębniańskie, Dębno, Giedlarowa, Gwizdów-Biedaczów, Hucisko, Maleniska, Piskorowice, Przychojec, Rzuchów, Stare Miasto, Wierzawice.

## Comunas vizinhas
- Adamówka, Grodzisko Dolne, Krzeszów, Kuryłówka, Leżajsk - miasto, Nowa Sarzyna, Rakszawa, Sieniawa, Tryńcza, Żołynia